# 華盛頓特區狙擊手攻擊事件

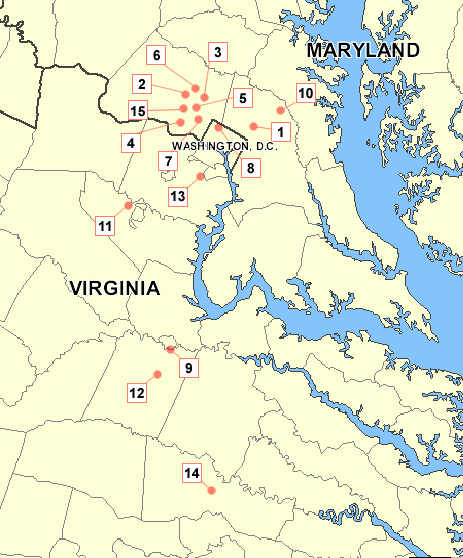
依據時間先後所發生的15個狙殺事件的地點

華盛頓特區狙擊手攻擊事件為2002年10月發生於美國華盛頓特區、馬里蘭州以及維吉尼亞州，為期3個星期的連續殺人事件。在華盛頓都會區至維吉尼亞州境內的95號州際公路這個範圍內，總共有10個人慘遭到殺害，並且造成3個人受傷。其中一名重傷者為年僅十三歲的少年，最初推測是有某一個狙擊手可能開著白色小貨車或卡車，在首都環線上移動。之後發現，這起連續狙殺事件是由約翰·艾倫·穆罕默德以及李·博伊德·馬爾沃開著1990年製造的藍色轎車所犯，而且這起連續狙殺事件顯然開始於兩嫌於該月在路易斯安那州以及阿拉巴馬州所犯下，造成3個人死亡的殺人和強盜案。2003年9月穆罕默德被判處死刑，一個月後，博伊德·馬爾沃則被判處6個不得假釋的終身監禁。2009年11月10日，穆罕默德被執行注射死刑。

## 外部連結
维基共享资源上的相關多媒體資源：華盛頓特區狙擊手攻擊事件